# Saskia Beecks
Saskia Beecks (* 6. Juli 1988 in Duisburg) ist eine deutsche Laiendarstellerin.

## Leben
Beecks verkörperte von 2011 bis 2014 sowie 2016 bis 2019 in der Scripted-Reality-Seifenoper Berlin – Tag & Nacht die „Alina Schmitts“. Zu dieser Rolle kam sie über mehrere andere Rollen in Formaten wie Verdachtsfälle oder X-Diaries. Zwischen Alina Schmitts und Saskia Beecks gibt es einige Parallelen, die die Drehbuchautoren mit Absicht in die Serie einbrachten. Ende 2014 war sie in der Scripted-Reality-Fernsehsendung Let’s Talk about… auf RTL II zu sehen. Nach ihrem Ausstieg veröffentlichte Beecks im Sommer 2014 ein Buch unter dem Titel So habe ich es geschafft. Ab dem 12. Oktober 2015 moderierte Beecks, abwechselnd mit Julia Krüger, das Jugend-Magazin Klub bei RTL II.
Im Jahr 2019 war sie mit ihrer damaligen Schauspielkollegin aus Berlin – Tag & Nacht Nathalie Bleicher-Woth liiert. Seit dem erneuten Ausstieg aus der Serie ist Saskia Beeks vor allem als Coach und Influencerin tätig, 2023 trat sie in einer Folge der auf TLC ausgestrahlten Sendung Eating with my Ex auf.

## Trivia
Ende 2016 fanden sich Bilder von Saskia Beeks und ihrer BTN-Kollgin Jenefer Riili auf dem Profil eines Gelddomina-Portals. Als dies bekannt wurde, erklärten die Darstellerinnen, nie in diesem Bereich tätig werden zu wollen. Zwar hätten sie sich dort registriert, dies sei aber nur ein Scherz gewesen.

## Filmografie
- 2010: X-Diaries (Fernsehserie)
- Das Jugendgericht (Fernsehserie, 1 Folge)
- Verdachtsfälle (Fernsehserie, 1 Folge)
- 2011–2014, 2016–2019: Berlin – Tag & Nacht (Fernsehserie)
- 2013: Köln 50667 (Fernsehserie, Gastauftritt, 2 Folgen)
- 2014: Let’s Talk about… (Fernsehserie)
- 2015: Meike und Marcel … Weil ich dich liebe (Fernsehserie)
- 2015, 2017: Die Diät-Tester (Doku-Serie, als Moderatorin)
- 2023: Eating with my Ex, (Doku-Soap)